# جاك كلارك
جاك كلارك (بالإنجليزية: Jack Clark)‏ هو مقدم تلفزيوني أمريكي، ولد في 25 نوفمبر 1925 في سانت جوزيف في الولايات المتحدة، وتوفي في 21 يوليو 1988 في لوس أنجلوس في الولايات المتحدة.

## وصلات خارجية
- جاك كلارك على موقع IMDb (الإنجليزية)
- جاك كلارك على موقع قاعدة بيانات الفيلم (الإنجليزية)